# Gelis elongatus
Gelis elongatus là một loài tò vò trong họ Ichneumonidae.